# Blufin
Blufin S.p.A è una casa di moda italiana fondata a Carpi da Anna Molinari con il marito Gianpaolo Tarabini. Blufin raggruppa tre marchi principali: Blumarine, nata nel 1977, Blugirl (1995) e Anna Molinari (1995).

## Storia

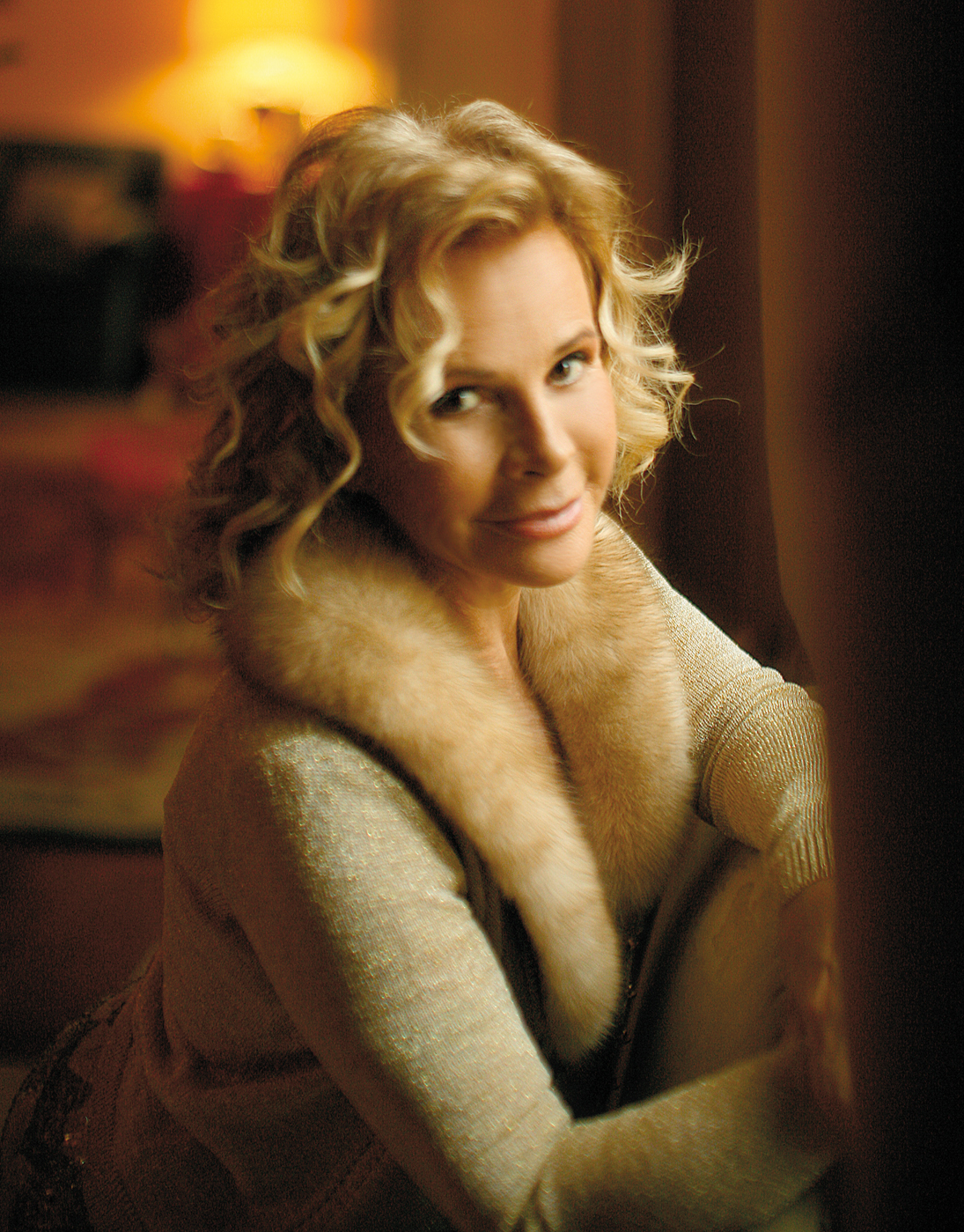
Anna Molinari

Il marchio Blumarine viene fondato dai coniugi Anna Molinari e Gianpaolo Tarabini nel 1977 a Carpi, in provincia di Modena. Il nome proviene dal colore preferito dalla coppia, unitamente al loro amore per il mare. Nel 1980 il marchio compare per la prima volta sulle passerelle di Milano.
Nel 1988 viene fondato il gruppo Blufin. La prima boutique Blumarine è aperta in via della Spiga, a Milano nel 1990 e nel tempo il marchio è venduto in oltre 400 boutique, delle quali 46 monomarca.
Nel 1995 Blumarine è affiancata dal brand Anna Molinari, linea di ricerca disegnata dalla figlia Rossella Tarabini e dalla linea Blugirl, prèt-à-porter giovane. Il brand Blugirl è distribuito in oltre 300 boutique.
Nel maggio 2006 Gianpaolo Tarabini muore durante un safari nello Zimbabwe, alla guida del gruppo va il figlio Gianguido.
Nell'ottobre 2018 viene lanciato il marchio Be Blumarine, (disegnato da Mirko Fontana e Diego Marquez), una evoluzione in chiave moderna, con prezzi inferiori del 20-30%, di Blugirl. Nel novembre parte la riorganizzazione del gruppo con un quarto dei 95 dipendenti in cassa integrazione per un anno.
Nel novembre 2019 Blufin viene interamente acquisito dal fondatore e presidente di Liu Jo, Marco Marchi, nell'ambito di un'operazione che porta alla nascita di "Eccellenze Italiane", una holding di aggregazione di brand di fascia alta. Anna Molinari resterà nel ruolo di ambasciatrice dei marchi.

## Marchi

### Blumarine

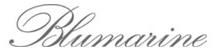

Blumarine è il marchio storico del gruppo Blufin, si colloca a pieno titolo tra le firme di maggior prestigio della moda italiana. Il rilevante successo e apprezzamento da parte dei consumatori per il brand ha contribuito a una costante e progressiva estensione della gamma prodotti mediante accordi di licenza che a oggi completano un'ampia offerta di stile nell'abbigliamento, negli accessori, nell'arredamento e nella cosmetica.

### Blugirl

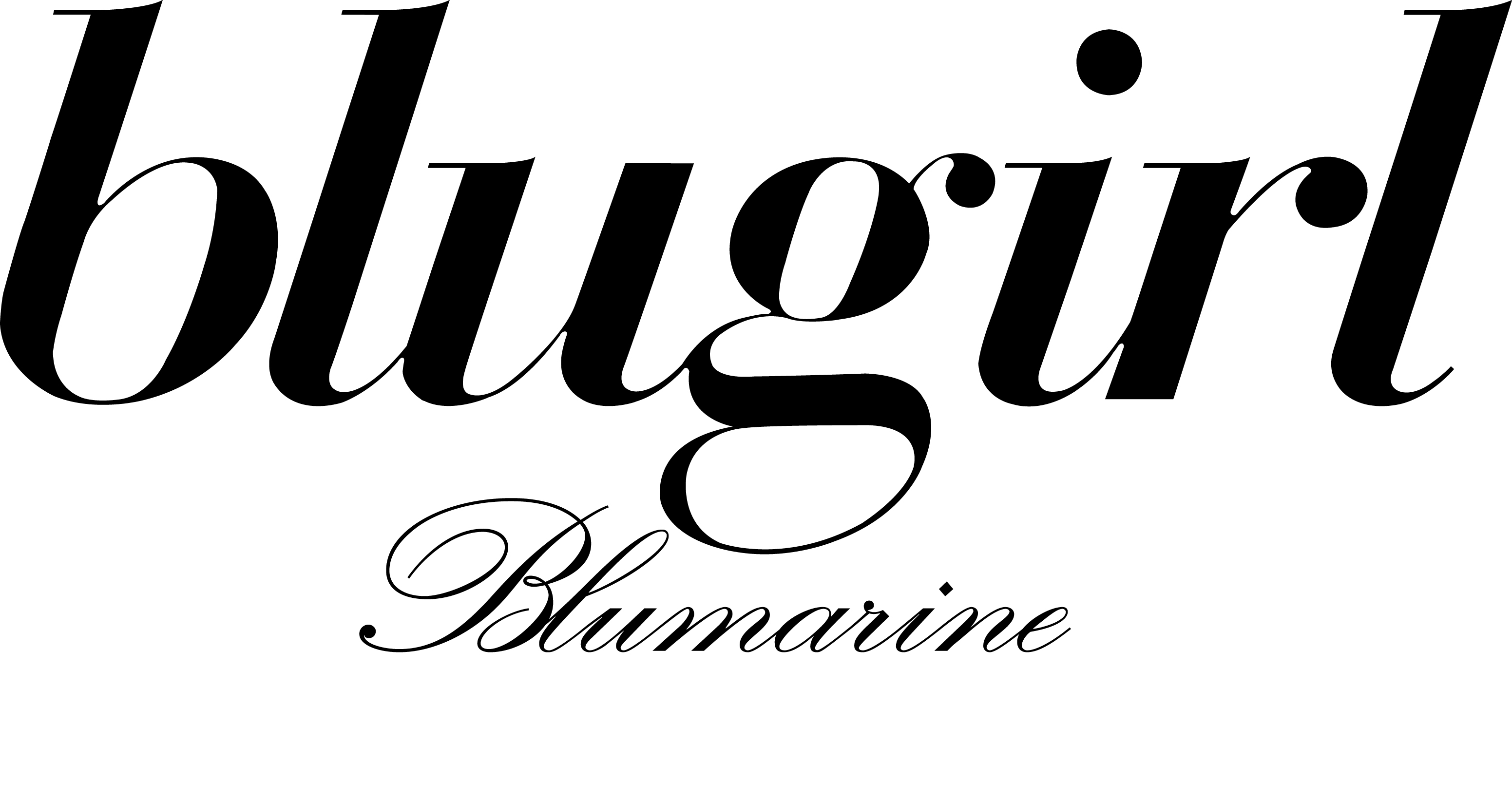

La linea Blugirl si affianca alla prima linea Blumarine nel 1995 quale proposta giovane in grado di esprimere gli stessi valori della prima linea in una chiave giocosa, spiritosa e ironica. Dai capi per giovani e giovanissime delle primissime collezioni, la linea Blugirl si rivolge alle giovani donne oggi cresciute, sofisticate, che non vogliono rinunciare all'ironia e al glamour.

### Anna Molinari

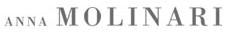

Il marchio Anna Molinari è il marchio Blufin specializzato nel campo del pret à porter e dell'abbigliamento di lusso, disegnato dal 1995 al 2004 dalla figlia della fondatrice Rossella Tarabini.

## Famiglia
Anche Rossella Tarabini, figlia di Anna Molinari, è stilista per Blufin mentre Gianguido Tarabini, suo fratello, si è unito all'azienda nel 1992, diventando direttore delle licenze nel 2004 e amministratore delegato dal 2006, dopo la morte del padre.